# نبرد ساروس
نبرد ساروس نبردی بود که در آوریل ۶۲۵ بین امپراتوری روم شرقی (بیزانس) به فرماندهی هراکلیوس و شاهنشاهی ساسانی به فرماندهی سپهبد شهربراز درگرفت. ارتش بیزانس پس از یکسری مانور، تحت فرمان هراکلیوس، که در سال قبل از آن به ایران حمله کرده بود، ارتش شهربراز که به سمت قسطنطنیه، پایخت روم در حال پیشروی بود تا به همراه آوارها شهر را در محاصره بگیرد، گیر انداخت. این جنگ با پیروزی ناچیزی برای بیزانسی‌ها به پایان رسید، اما شهربراز به خوبی پس کشید و توانست پیشروی خود را از آسیای میانه به سوی قسطنطنیه ادامه دهد.